# Maurice Sournies
Pas d'image ? Cliquez ici

a Compétitions nationales et continentales officielles uniquement.

Maurice Sournies, né le 5 octobre 1913 à Fabrezan et mort le 19 décembre 1985 à Bergerac, est un joueur de rugby à XV et de rugby à XIII évoluant au poste de pilier dans les années 1930, 1940 et 1950.
Sa carrière sportive est composée de trois phases. La première se déroule au club de rugby à XV du FC Lézignan. Il change de code de rugby pour du rugby à XIII en avril 1937 et joue durant deux saisons à Bordeaux XIII remportant le Championnat de France en 1937 aux côtés de Marcel Nourrit, Henri Mounès, Marcel Villafranca, Raoul Bonamy et Louie Brown. En 1938, il rejoint le nouvel entrant en rugby à XIII, le CA Brives avant que le régime de Vichy mette fin aux activités du rugby à XIII en France. Au sortir de la guerre, il reste dans le rugby à XV et finit sa carrière sportive à l'US Bergerac entraîné par son ex-coéquipier Bonamy.

## Biographie
Joueur titulaire au FC Lézignan avec lequel il dispute le Championnat de France de rugby à XV, il signe début avril 1937 pour le club de rugby à XIII le Bordeaux XIII. Aussitôt titulaire, il remporte un mois après le Championnat de France 1937.

## Palmarès

### Rugby à XIII
- Collectif :
  - Vainqueur du Championnat de France : 1937 (Bordeaux).

#### Statistiques en club
| Maurice Sournies intègre Bordeaux XIII en avril 1937 et prend part à la finale du Championnat 1936-1937. |               |                       |            |                 |            |
| 1936-1937                                                                                                | Bordeaux XIII | Championnat de France | Vainqueur  | Coupe de France | 1/2 finale |
| 1937-1938                                                                                                | Bordeaux XIII | Championnat de France | 1/2 finale | Coupe de France | 1/4 finale |
| 1938-1939                                                                                                | CA Brive      | Championnat de France | 11e        | Coupe de France | 1/8 finale |